# Conny van Bentum
Conny van Bentum (n. 12 august 1965, Barneveld, Gelderland, Țările de Jos) este o înotătoare ce a reprezentat Regatul Țărilor de Jos, medaliată olimpică. A participat la 3 ediții ale Jocurilor Olimpice (1980, 1984, 1988) în care a câștigat două medalii de argint și o medalie de bronz.